# Parque metropolitano Laguna de Guaranao
El Parque metropolitano Laguna de Guaranao es un parque ambiental y Área bajo régimen de administración especial ubicada en la ciudad de Punto Fijo, Falcón en Venezuela y que atraviesa gran parte de la misma, este cuerpo de agua salobre con extensas regiones de vegetación alofita y xerofita-costera, es un refugio de aves migratorias considerado como el Pulmón verde de la ciudad falconiana.
En la década de 1970 era una salina utilizada antiguamente por los indios caquetíos, con el tiempo se descubrieron manantiales de agua dulce que la convirtieron en un ambiente salobre y para 1980, a raíz del crecimiento de la ciudad de Punto Fijo, sufre de contaminación por aguas servidas.

## Flora
En la Laguna de Guaranao existe una gran variedad de especies xerófilas y alofitas, predominan las especies de mangles típicas de Venezuela como El mangle rojo (Rhizophora mangle), el mangle negro (Avicennia germinans), el mangle llorón (Laguncularia recemosa) y botoncillo (Conocarpus erectus), a los alrededores existen diversas acacias, cujies y Guayacan además de abundantes especies de Tunas como opuntia howeyi, opuntia leucotricha, opuntia caracasana, Opuntia atrispina y Opuntia alta.
También hay Cardones Gigantes (Pachycereus pringlei), Cardón Lefaria (Stenocereus griseus) y diferentes especies de Melocactus llamados comúnmente "Buches".

## Fauna

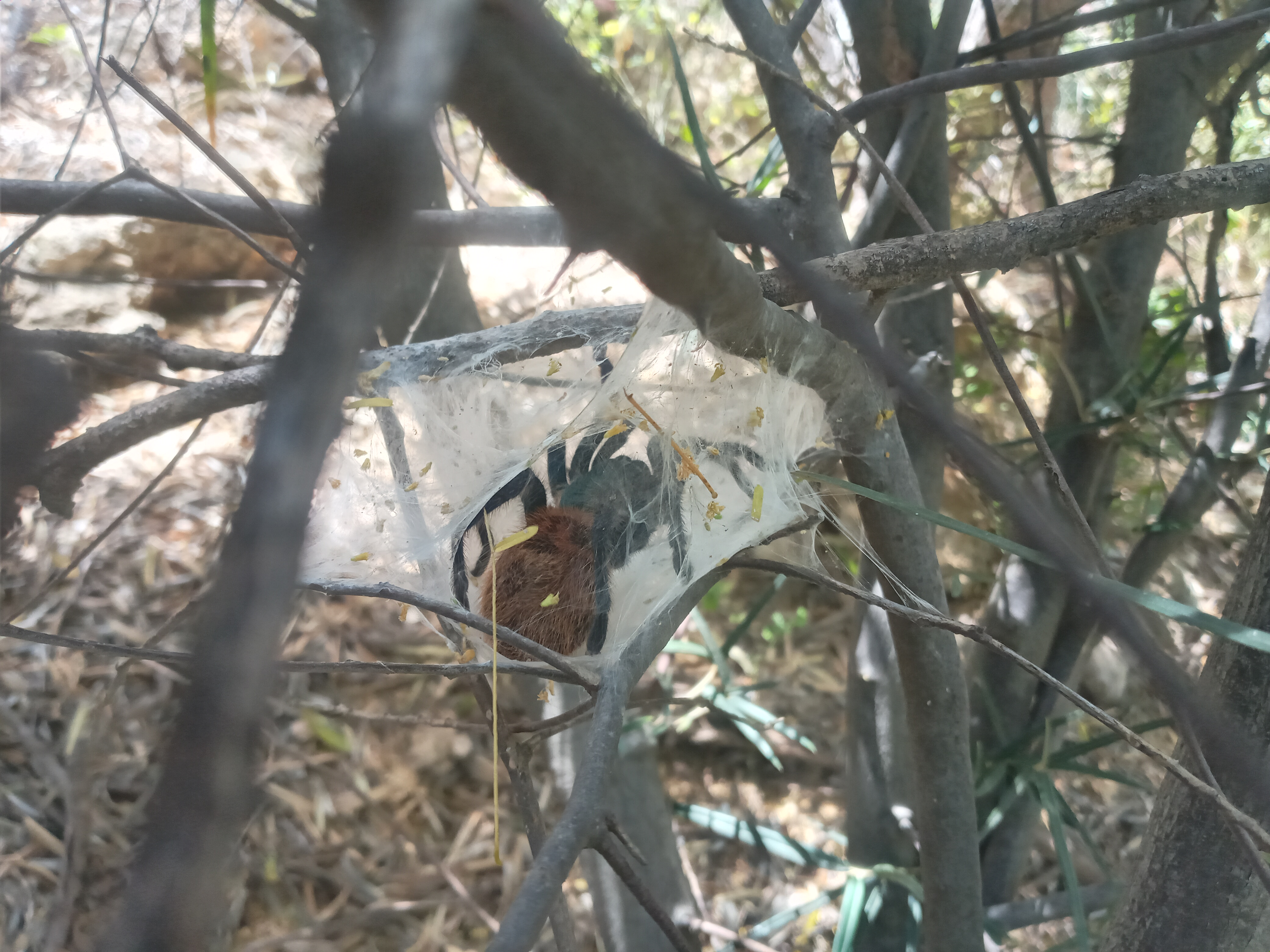
Tarántula azul de Paraguaná (Chromatopelma cyaneopubescens) en Laguna Guaranao

Con respecto a la biodiversidad de la península de Paraguaná esta laguna es de gran importancia pues, al igual que otros cuerpos de agua en la península, esta representa un refugio para aproximadamente el 70 % de las aves caribeñas que son migratorias, llegando a Guaranao atraídas por la abundancia de crustáceos como Penaeus monodon. Entre estas especies se encuentran flamencos, tijeretas o fragatas de mar, garzas corocoras y soisolas. También existen gaviotas, alcatraces y diferentes aves carnívoras como gavilanes.
Entre los reptiles de la laguna destaca la baba o el caimán de anteojos (Caiman crocodilus), también se han conseguido ejemplares de cocodrilos de la costa (Crocodylus acutus). También se destacan el  galápago meón (Kinosternon scorpioides), la jicotea venezolana (Trachemys callirostris) y la Boa constrictor y la serpiente de cascabel.
Entre las especies de peces que se encuentran en la laguna están la lisa, el corocoro, el lenguado y el "guaranao" (especie pequeña de lisa). También se encuentran tarántulas de la especie Psalmopoeus irminia, que en épocas de lluvia generan inmensos mantos de telarañas y la Tarántula azul de Paraguaná (Chromatopelma cyaneopubescens).

## Problemas ambientales

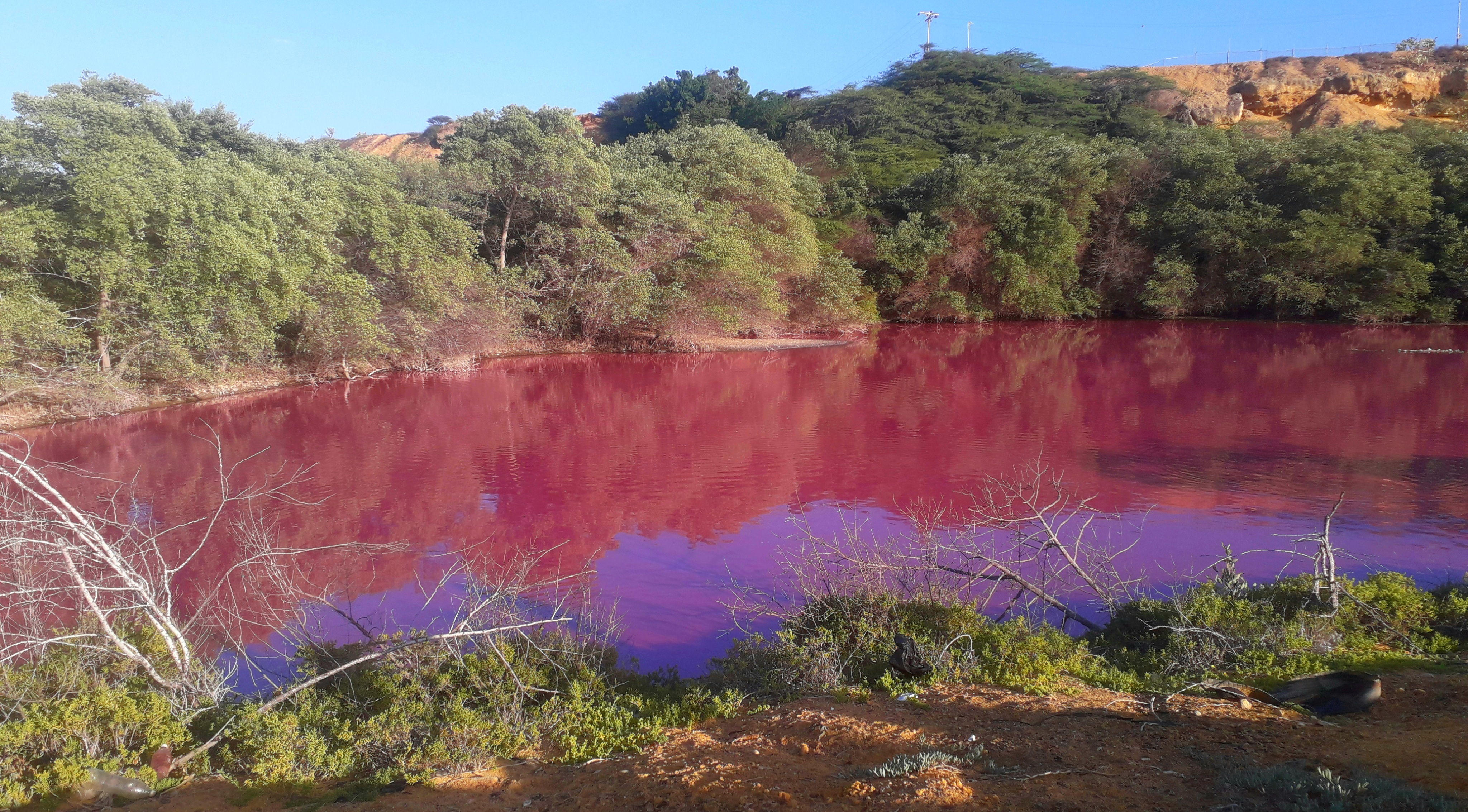
Aguas rosadas de la laguna guaranao por exceso de azufre.

A lo largo de los años, Guaranao ha pasado por múltiples deterioros ambientales que han afectado potencialmente la vida de las especies en la laguna; En la década de los años 1980 a raíz de la ruptura de una de las principales tuberías de drenaje de Punto Fijo, estas aguas Servidas comenzaron a caer en Guaranao y a raíz de ello comenzaron a proliferar más Manglares, a esto se le sumó que el incremento en la población de Punto Fijo a raíz de la economía petrolera, ocasionó que muchas viviendas construidas en los últimos años tuvieran drenajes que fueran directo a la laguna de Guaranao.
En 1990, comenzó la sobreexplotación ilegal de la lisa en la laguna, la cual era vendida a Colombia, Aruba y Curazao sin pasar por ningún control de sanidad, para evitar la venta de peces contaminados se lanzaron venenos a la laguna lo que provoca una grave mortandad de múltiples especies de peces y caimanes, una acción que fue duramente criticada.
Actualmente el parque es administrado por INPARQUES, sin embargo no cuenta con una sede, oficina, centro de visitantes ni con un guardabosques; esto ha traído como consecuencia que persista la pesca ilegal, que se talen grandes porciones de mangle y que especies de caimanes hallan sido asesinadas tras cruzar la autopista que atraviesa la laguna; Actualmente ya no se vierten aguas Servidas a la Laguna, y existe una planta de tratamiento de sus aguas además de que el 7 de junio del 2010 a través del Tribunal Tercero de primera instancia de la Carirubana, se decretó que queda absolutamente prohibido verter desechos sólidos y aguas residuales a la Laguna Guaranao